# Talia (Charyta)
Talia (także Taleja; gr. Θάλεια Tháleia, łac. Thalia, Thalea, ‘obfita’, ‘bogata’, ‘kwitnąca’) – w mitologii greckiej jedna z Charyt.

## Charakterystyka
Uchodziła za córkę Zeusa i Eurynome. Była uważana za patronkę rozkwitającej roślinności oraz, podobnie jak jej siostry, za uosobienie kobiecego wdzięku.

## Odniesienia w kulturze
- Hezjod, Teogonia, w. 907 i nast.
- Hymn orficki 60 (Hymn do Charyt); w części wydań/przekładów występuje pod nr 59 (ang.)
- Pauzaniasz, Wędrówka po Helladzie, 9.35.1
- Pseudo-Apollodoros, Biblioteka, 1, 13